# Nova Aquilae 1943
Nova Aquilae 1943 oder V500 Aquilae war eine sehr schnelle Nova vom Typ NA, die 1943 im Sternbild Adler erschien und eine Helligkeit von 6,1 m erreichte. Ihre Helligkeit nahm in 30 Tagen um 3 m ab.
Diese Nova erfuhr wenig Beobachtungszeit. Die ziemlich unvollständige Lichtkurve des Ausbruchs (z. B. Payne-Gaposchkin, 1957) erlaubte dennoch die Einstufung als mittelschnelle Nova (t3 = 42 Tage) vom Typ Na. Nach Erreichen der maximalen fotografischen Helligkeit von etwa 6,1 m verblasste das System auf 17,8 m. Die Entfernung konnte mit 4,9 kpc bestimmt werden. Aus einem Spektrum, das etwa 170 Tage nach dem Maximum aufgenommen wurde, ließ sich die Expansionsgeschwindigkeit zu etwa 2.800 km/s ableiten. Basierend auf dem Vorkommen von [Ne III] – und [Fe VII] -Linien in diesem Spektrum wurde vorgeschlagen, dass diese Nova in die He/N-Klasse einzuordnen sei (Della Valle und Livio 1998).
Ein Spektrogramm von Nova Aquilae 1943 von λ 3869 Å bis Hα wurde mit dem 100-Zoll-Reflektor und dem Zwei-Prisma-Spektrogramm am 11. Oktober 1943 erstellt, als die Stärke der Nova noch etwa 13 m betrug. Die Streuung betrug bei Hγ 115 Å/mm und 470 Å/mm bei Hα. Die mittlere Breite aller Linien wurde mit 2760 km/s oder 40 Å bei Hγ bestimmt. Die breiten Emissionslinien sind an ihren Kanten intensiver ausgeprägt als in ihren Mittelteilen, wobei das zentrale Minimum in λ 5755 Å so ausgeprägt ist, dass es die Linie in zwei Hälften teilt.
Drei separate Messungen der Radialgeschwindigkeit ergaben Werte von -55, -75 bzw. -95 km/s. Der Mittelwert von -75 km/s ist wahrscheinlich weniger genau, als der Bereich vermuten lässt. Es wurde kein kontinuierliches Spektrum aufgenommen.
Weitere photometrische Beobachtungen wurden im August 1994 mit der CCD-Kamera des mittlerweile außer Betrieb genommenen Dutch 90 cm Teleskops der ESO aufgenommen. Da der Stern recht schwach aussah (ca. 20 m), wurden die Messungen als Integralaufnahmen des Spektrogramms durchgeführt. All dies deutet darauf hin, dass Nova Aquilae 1943 wahrscheinlich am Beginn eines (Zwergnova)-Ausbruchs stand, ein Verhalten, das bei einigen weiteren klassischen Novae beobachtet wurde. Leider litten die nächtlichen Daten der zweiten Beobachtung unter noch schlechteren Wetterbedingungen, was zu einer größeren Streuung führt. Nach Berücksichtigung der Differenz von 0,15 m wurde der kombinierte Datensatz einer Zeitreihenanalyse unterzogen, die eine Umlaufzeit von 3,485 ± 0,02 Stunden ergab. Mit dem vorliegenden Datensatz konnten keine detaillierteren Parameter abgeleitet werden, es reichte jedoch aus, um das Phänomen der Bedeckung im Nova Aquilae 1943 System zu demonstrieren.